# 茅広江村
茅広江村（ちひろえむら）は三重県飯南郡にあった村。現在の松阪市茅原町・広瀬町および多気郡多気町下出江・上出江にあたる。

## 地理
- 山岳：大明神山
- 河川：櫛田川、六呂木川

## 歴史
- 1889年（明治22年）4月1日 - 町村制の施行により、飯高郡茅原村・広瀬村・下出江村・上出江村の区域をもって発足。村名は各村から1字ずつとって命名[2]。
- 1896年（明治29年）4月1日 - 所属郡が飯南郡に変更。
- 1955年（昭和30年）4月1日 - 松阪市に編入。同日茅広江村廃止。

廃村から4か月後の8月1日には松阪市のうち旧村域の一部（上出江・下出江）が多気郡勢和村に編入された。

## 交通

### 鉄道路線
- 三重交通
  - 松阪線
    - 大師口駅